# Emma Amos
Emma Amos, née le 16 mars 1937 à Atlanta et décédée le 20 mai 2020, est une artiste peintre, designer textile et graveuse afro-américaine postmoderniste.

## Biographie
Originaire de la Géorgie, Emma Amos est la fille d'India DeLaine Amos et de Miles Green Amos. Elle s'intéresse à l'art dès son plus jeune âge, créant des poupées en papier. Elle apprend le dessin académie, ou représentation du corps humain, à partir des numéros du magazine Esquire, et en mimétisme à l'art figuratif du peintre péruvien Alberto Vargas, réputé pour ses pin-up girls. Sa mère souhaite qu'elle étudie avec l'artiste américain Hale Woodruff, mais celui-ci accepte peu d'étudiants privés, et quitte la région avant d'avoir eu l'occasion de lui prodiguer des cours.
De par les connaissances de son père, elle côtoie des personnalités imminentes du mouvement des droits civiques aux États-Unis, telle Zora Neale Hurston qui leur rend fréquemment visite, et W.E.B. Du Bois qui fait un jour appel à sa famille.
Entre 1977 et 1979, Emma Amosa crée et coanime Show of Hands, une exposition d'artisanat pour la chaîne de télévision WGBH-TV à Boston. Elle travaille également comme professeure à l'école des arts Mason Gross de l'université Rutgers.
Emma Amos décède des complications de la maladie d'Alzheimer, le 20 mai 2020 à l'âge de 83 ans,,.

## Formation
À onze ans, Emma Amos suit un cours au Morris Brown College, où elle travaille découvre le travail du dessinateur industriel. Dès le lycée, elle propose ses œuvres aux expositions d'art de l'université d'Atlanta. Elle obtient son diplôme du lycée Booker T. Washington d'Atlanta à l'âge de seize ans, puis candidate au Antioch College, en raison de leur politique progressiste.
Emma Amos étudie au Antioch College à Yellow Springs, à la Central School of Art and Design de Londres et à l'Université de New York,. Pendant son séjour au Antioch College, elle divise son année scolaire entre les études, et différents emplois. Elle travaille ainsi à Chicago, New York, et à Washington, D.C, ce qui lui permet de visiter des galeries et des musées, moins accessibles à Atlanta.
Lors de sa quatrième année au Antioch College, elle s'installe en Angleterre, et étudie à la London Central School of Art, où elle apprend à imprimer et à graver sous la direction d'Anthony Harrison. Elle s'initie également à la peinture à l'huile. Emma Amos obtient sa licence en beaux-arts du Antioch College en 1958. Elle retourne ensuite à Londres pour valider son diplôme en gravure, qu'elle obtient en 1959. L'année suivante, elle déménage à New York pour commencer à travailler avec deux ateliers de gravure. En 1966, elle devient titulaire d'une maîtrise de l'Université de New York (NYU),.

## Carrière artistique

### Les débuts à New York
Emma Amos déménage à New York. Elle s'éloigne alors de la scène artistique d'Atlanta qu'elle ne trouve pas assez dynamique pour ses aspirations artistiques. La jeune artiste ne s'attend cependant pas au niveau de racisme, de sexisme et d'âgisme, auquel elle est confrontée en arrivant à New York,. Les galeries refusent ses propositions. Elle est jugée trop jeune pour être exposée, et ne parvient pas à obtenir un poste d'enseignante. Elle travaille finalement comme assistante à la Dalton School, où elle rencontre de nombreux artistes qui lui permettent d'accéder à la scène artistique de New York et d'East Hampton, bien qu'elle éprouve des difficultés à montrer son travail dans une scène qu'elle juge alors trop masculine.
C'est à cette période qu'Emma Amos commence une carrière de designer textile, en travaillant pour la tisserande et coloriste Dorothy Liebes. Ses dessins sont déclinés en tapis et pièces uniques. À New York, elle rejoint les ateliers de gravure de Letterio Calapai, qui fait partie de l'Atelier 17 de Stanley William Hayter à Paris, et de Robert Blackburn.
Malgré la difficulté qu'éprouvent les Afro-Américains à entrer sur la scène artistique, car ils n'ont souvent pas accès au marché de l'art et aux curateurs, Emma Amos persévère et obtient sa maîtrise de l'Université de New York en 1966. Pendant son séjour à l'Université de New York, elle rencontre à nouveau l'artiste Hale Woodruff. Celui-ci lui parle alors du collectif Spiral.

### Le Collectif Spiral

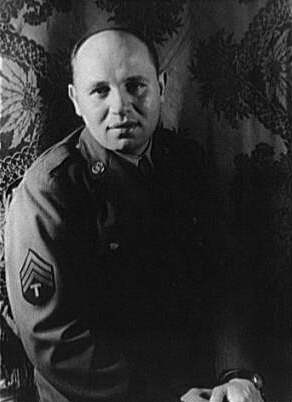
Romare Bearden, membre fondateur du Collectif Spiral

Fondé en 1963 par Romare Bearden, Charles Alston, Norman Lewis et Hale Woodruff, Spiral réunit une quinzaine d'artistes afro-américains. Le groupe s'intéresse aux discussions sur la Négritude, une philosophie née de l'opposition au colonialisme français et centrée sur l'encouragement d'une identité raciale commune pour les Africains noirs du monde entier. Le Collectif est formé à partir de la Works Progress Administration et de la Harlem Renaissance.
Hale Woodruff présente le travail d'Emma Amos aux autres membres du groupe, qui l'invitent à rejoindre le collectif en tant que première et unique femme membre,.
Emma Amos travaille à temps plein comme designer le jour, et étudie à temps plein le soir, tout en prenant le temps de peindre le week-end. En mai 1965, Spiral loue un espace de galerie au 147 Christopher Street, et présente sa première et unique exposition. Emma Amos y expose une gravure intitulée Without a Feather Boa, qui a depuis été perdue. Cette gravure sous forme d’autoportrait, représente un buste nu de l'artiste qui regarde indifféremment le spectateur derrière une paire de lunettes de soleil tintées.
Avant Spiral, Emma Amos était résistante à l'idée de « l'art noir » et aux galeries qui ne montraient que des œuvres d'artistes Afro-Américains. Elle comprend cependant que c'est souvent le seul moyen pour les artistes noirs à l'époque d'être exposés. Elle apprend également à intégrer la politique raciale et genrée dans son travail, sans que celui-ci ne soit dominé par le processus d'engagement politique. Après 1965, Spiral cesse de se réunir à la suite de la hausse du prix des loyers, qui leur fait perdre leur galerie, et leur espace de réunion dans le Lower East Side.

### Art textile
Dans les années 1970, Emma Amos continue à enseigner le design textile à la Newark School of Fine and Industrial Arts, et à tisser sur ses propres métiers à tisser chez Threadbare, un magasin de fil et de tissage de Bleecker Street. Elle prospère ainsi en tant qu'artiste tisserande grâce à la valorisation du tissage, et de l'art textile au sein du Mouvement artistique féministe.

## Style Artistique
Emma Amos combine la gravure, la peinture et le textile dans ses œuvres autoréférencées, généralement sur toile, à grande échelle et non encadrées. Elle utilise également la peinture acrylique, la gravure, la sérigraphie, le collage, les effets de transfert de photographies, le tissu thermocollant et l'utilisation d'une grande variété de textiles africains.
L'artiste emprunte des schémas, des sujets et des symboles à l'art européen tout en citant des artistes comme Paul Gauguin, Malcolm Morley, Lucian Freud et Henri Matisse. Elle aime déconstruire les œuvres postmodernistes à travers des créations mêlant différents médias.
En plus de border ses peintures avec du tissu africain, elle coud, applique, brode et parfois pique avec ses propres tissages. Elle utilise notamment le pagne Kita, ou le batik, une technique d'impression des étoffes. Le rendu et les motifs utilisés évoquent les tapisseries de style européen et font également appel aux codes graphiques et culturels de la diaspora africaine.
Contrairement à de nombreux artistes figuratifs, Emma Amos n'aime pas peindre le nu. Elle préfère les figures habillées, car pour elle, peindre la figure nue est un geste sexiste. Selon l'artiste les vêtements sont les témoins à part entière de la culture d'un individu. Pendant son séjour à la Central School of Art, elle étudie la peinture abstraite et produit quelques œuvres expressionnistes. Puis, elle juge l'art abstrait trop arbitraire, et se consacre à nouveau à l'art figuratif.
Emma Amos utilise son art pour explorer les thèmes de la race et du genre, affirmant que le fait même d'être noir alors qu'on est artiste est de nature politique. Elle cite des artistes masculins blancs reconnus, tels que Picasso et Gauguin, félicités pour avoir inclus des sujets de couleur dans leur travail, alors que les artistes afro-américains étaient apparemment censés peindre uniquement des sujets de couleur. Elle incorpore des sujets blancs dans son art, en particulier des images du Ku Klux Klan, afin de remettre en question cette hypothèse,.

## Féminisme
Emma Amos témoigne qu'étant originaire du Sud, en tant qu'Afro-Américaine, elle a toujours été consciente des difficultés qu'elle rencontrait dans sa vie quotidienne. Toutefois, en ce qui concerne le mouvement féministe, elle ne s'engage véritablement qu'à la fin des années 1980 : 

« D'après ce que j'ai entendu des discussions féministes dans le parc, les expériences des femmes noires de toutes les classes ont été laissées de côté. Je venais d'une lignée de femmes actives qui n'étaient pas seulement des mères, mais aussi des soutiens de famille, cultivées, éduquées, et qui avaient été traitées comme des égales par leurs maris noirs. J'avais le sentiment que je ne pouvais pas me permettre de passer un temps précieux loin de mon studio et de ma famille, pour écouter des histoires si éloignées des miennes. »

Ce n'est qu'au début des années 1980, après avoir commencé à enseigner à la Mason Gross of Arts de l'université Rutgers dans le New Jersey, qu'elle décide de rejoindre le groupe féministe Heresies Collective. Au sein de ce groupe, des femmes de tous horizons travaillent ensemble pour publier des œuvres d'art et des écrits de femmes artistes inconnues, publiés dans une série de magazines et de discussions.
Elle participe également à des réunions avec le groupe Fantastic Women in the Arts. Ce groupe explore les œuvres et les écrits de nombreuses femmes artistes, mais se concentre également sur la façon dont la révolution des années 1960 et 1970, concernant l'éducation sur le racisme et le sexisme, n'a pas réellement eu d'effet progressiste pour les Noirs américains et les femmes. C'est dans ce groupe que l'artiste discute du privilège des Américains blancs, et de la façon dont celui-ci se répercute dans le monde de l'art, tout comme dans la vie quotidienne,.

## Publication
- Looking Forward, Looking Black, Hobart & William Smith Colleges Press, 64p, 1999  (ISBN 978-0910969031) (cat. exp.). Emma Amos participe avec le texte « Measuring content »[35].